# 페드로 카스티요

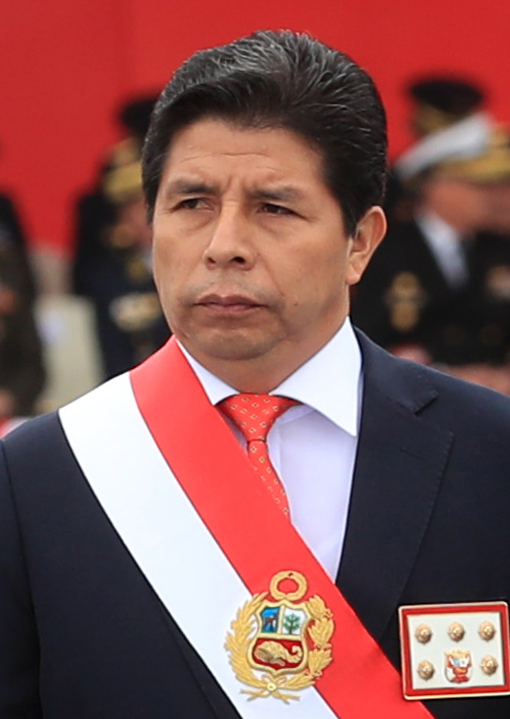
페드로 카스티요

호세 페드로 카스티요 테레네스(스페인어: José Pedro Castillo Terrones, 1969년 10월 19일~)는 페루의 학교 교사, 노동 조합원, 정치인이다. 2017년 교사 파업을 이끌면서 이목을 끌었으며, 2021년 대선에 좌익 성향의 자유페루 국민정당 후보로 출마했다. 1차에서 1위를 기록해 결선에 진출했으며, 우익 성향의 게이코 후지모리와 맞붙게 되었다.

## 역대 선거 결과
| 선거명      | 직책명        | 대수 | 정당     | 1차 득표율 | 1차 득표수  | 2차 득표율 | 2차 득표수  | 결과 | 당락             |
| ----------- | ------------- | ---- | -------- | ---------- | ----------- | ---------- | ----------- | ---- | ---------------- |
| 2021년 선거 | 페루의 대통령 | 63대 | 자유페루 | 18.92%     | 2,724,752표 | 50.13%     | 8,836,380표 | 1위  | 페루 대통령 당선 |